# 嘉門達夫の万能塾
『嘉門達夫の万能塾』（かもんたつおのばんのうじゅく）は、2006年3月から同年5月までインターネットラジオ・キャステラで放送されていた嘉門タツオ（旧名・嘉門達夫）のフリートーク番組である。全12回。

## 番組進行
火曜日更新、1本20分放送。
- オープニングは嘉門達夫のショートソングで始まる。
- 軽くトークをした後に番組タイトルをコールし、シングル「明るい未来」のカラオケが流れる。
- 視聴者からのメールを読んだり、フリートークをする。
- ギターを弾きながらショートソングやネタをやる。これはやらない場合もある。
- エンディングに嘉門の曲を流して終了。嘉門は一緒にギターを弾きながら口パクで歌っていた。

## 放送内容
- 第1回
  - OP（オープニング）：無し
  - トーク：番組開始に当たって、桑田佳祐との出会い
  - ネタ：この中にひとり、自転車
  - ED（エンディング）：エレジー
- 第2回
  - OP：鳩ポッポ
  - トーク：禁煙、桑田佳祐について
  - ネタ：ジミー&ハデーダイジェスト
  - ED：もおええやろキミ!2
- 第3回
  - OP：小便小僧の独り言
  - トーク：ニューアルバム制作、みのもんたへ許可取り
  - ネタ：ノリツッコミショー
  - ED：誰がそこまでガンバレ言うた！
- 第4回
  - OP：魚の独り言
  - トーク：食物・電気機器・携帯電話の歴史、美輪明宏の話
  - ネタ：そんな歌あるかいBEST10
  - ED：CHAU!CHAU!CHAU!
- 第5回
  - OP：三段跳び
  - トーク：サングラスの拘り、持ち曲の詳細
  - ネタ：まちがってますよ！
  - ED：ガッツ石松伝説
- 第6回
  - OP：コンビニの店員
  - トーク：岩盤浴、河口湖ライブの詳細、あのねのねについて
  - ネタ：俺だけかぁー2
  - ED：明るい未来
- 第7回
  - OP：車の張り紙
  - トーク：ツアーで回った全国、地方のグルメ話
  - ネタ：いらん事言わんでええねん
  - ED：本当にあったコワイ校則
- 第8回
  - OP：中華料理屋の張り紙
  - トーク：学生時代の部活、タバコ話、自分のファン、マグネット収集趣味
  - ネタ：無し
  - ED：ハジャマカラ
- 第9回
  - OP：家族旅行
  - トーク：沖縄での仕事、沖縄のグルメ話、与論島でのバイト話
  - ネタ：無し
  - ED：ありがとうお母さん
- 第10回
  - OP：やり放題
  - トーク：代表曲の値打ち、与論島での話、星を見る
  - ネタ：ダイジェスト
  - ED：いろんな事を言うヤツラ2
- 第11回
  - OP：お好み焼き
  - トーク：時間の潰し方、バスに乗るのが好き、山口百恵の思い出
  - ネタ：無し
  - ED：よくわかる日本史
- 第12回
  - OP：道案内
  - トーク：炭鉱・石炭の話、インデアンカレー
  - ネタ：無し
  - ED：生出し替え唄メドレー